# الصفرة (ثادق)
الصفرة، هي قرية من فئة (ب) تقع في محافظة ثادق، والتابعة لمنطقة الرياض في السعودية. وتبعد الصفرة عن محافظة ثادق بمسافة تقارب () كم.